# Jordan Hugill
Jordan Thomas Hugill (Middlesbrough, 4 giugno 1992) è un calciatore inglese, attaccante del Rotherham Utd.

## Carriera
Il 31 gennaio 2018 è stato acquistato dal West Ham per circa dodici milioni di euro.

## Statistiche
Statistiche aggiornate al 21 agosto 2021.
| Stagione                 | Squadra                  | Campionato               | Campionato | Campionato | Coppe nazionali | Coppe nazionali | Coppe nazionali | Coppe continentali | Coppe continentali | Coppe continentali | Altre coppe | Altre coppe | Altre coppe | Totale | Totale | Totale |
| Stagione                 | Squadra                  | Comp                     | Pres       | Reti       | Comp            | Pres            | Reti            | Comp               | Pres               | Reti               | Comp        | Pres        | Reti        | Pres   | Reti   |        |
| ------------------------ | ------------------------ | ------------------------ | ---------- | ---------- | --------------- | --------------- | --------------- | ------------------ | ------------------ | ------------------ | ----------- | ----------- | ----------- | ------ | ------ | ------ |
| 2013-gen. 2014           | Port Vale                | FL1                      | 20         | 4          | FACup+CdL       | 4+0             | 1+0             | -                  | -                  | -                  | FLT         | 0           | 0           | 24     | 5      |        |
| gen.-giu. 2014           | Gateshead                | NL                       | 7          | 5          | FACup+FAT       | 0               | 0               | -                  | -                  | -                  | -           | -           | -           | 7      | 5      |        |
| 2014.-gen. 2015          | Tranmere Rovers          | FL2                      | 6          | 1          | FACup+CdL       | 0               | 0               | -                  | -                  | -                  | FLT         | 0           | 0           | 6      | 1      |        |
| gen.-giu. 2015           | Hartlepool United        | FL2                      | 8          | 4          | FACup+CdL       | 0               | 0               |                    |                    |                    | FLT         | 1           | 1           | 9      | 4      |        |
| 2015-2016                | Preston North End        | FLC                      | 32         | 3          | FACup+CdL       | 1+4             | 0+3             | -                  | -                  | -                  | -           | -           | -           | 37     | 6      |        |
| 2016-2017                | Preston North End        | FLC                      | 44         | 12         | FACup+CdL       | 1+2             | 0+1             | -                  | -                  | -                  | -           | -           | -           | 47     | 13     |        |
| 2017-gen. 2018           | Preston North End        | FLC                      | 27         | 8          | FACup+CdL       | 1+1             | 0+2             | -                  | -                  | -                  | -           | -           | -           | 29     | 10     |        |
| Totale Preston North End | Totale Preston North End | Totale Preston North End | 103        | 23         |                 | 10              | 6               |                    | -                  | -                  |             | 1           | 1           | 114    | 30     |        |
| gen.-giu. 2018           | West Ham                 | PL                       | 3          | 0          | FACup+CdL       | 0               | 0               | -                  | -                  | -                  | -           | -           | -           | 3      | 0      |        |
| 2018-2019                | Middlesbrough            | FLC                      | 37         | 6          | FACup+CdL       | 1+3             | 0+1             | -                  | -                  | -                  | -           | -           | -           | 41     | 7      |        |
| 2019-2020                | Queens Park Rangers      | FLC                      | 39         | 13         | FACup+CdL       | 2+0             | 2+0             | -                  | -                  | -                  | -           | -           | -           | 41     | 15     |        |
| 2020-2021                | Norwich City             | FLC                      | 31         | 4          | FACup+CdL       | 2+1             | 1+0             | -                  | -                  | -                  | -           | -           | -           | 34     | 5      |        |
| 2021-2022                | West Bromwich Albion     | PL                       | 0          | 0          | FACup+CdL       | 0               | 0               | -                  | -                  | -                  | -           | -           | -           | 0      | 0      |        |
| Totale carriera          | Totale carriera          | Totale carriera          | 254        | 60         |                 | 33              | 11              |                    | -                  | -                  |             | 1           | 1           | 278    | 72     |        |

## Palmarès
- Football League Championship: 1

Norwich City: 2020-2021